# Camillo Camilliani

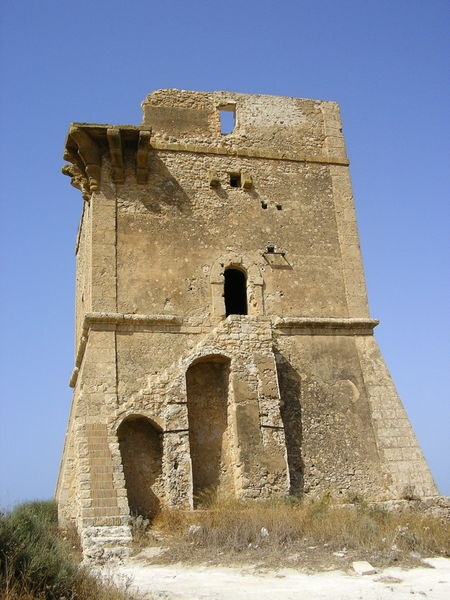
Torre di Manfria.

Camillo Camilliani (né à Florence avant 1574 et mort à Palerme en 1603) est un architecte, ingénieur militaire et sculpteur italien. Il est surtout connu pour la conception  de tours de guet et autres fortifications autour des côtes de la Sicile.

## Biographie

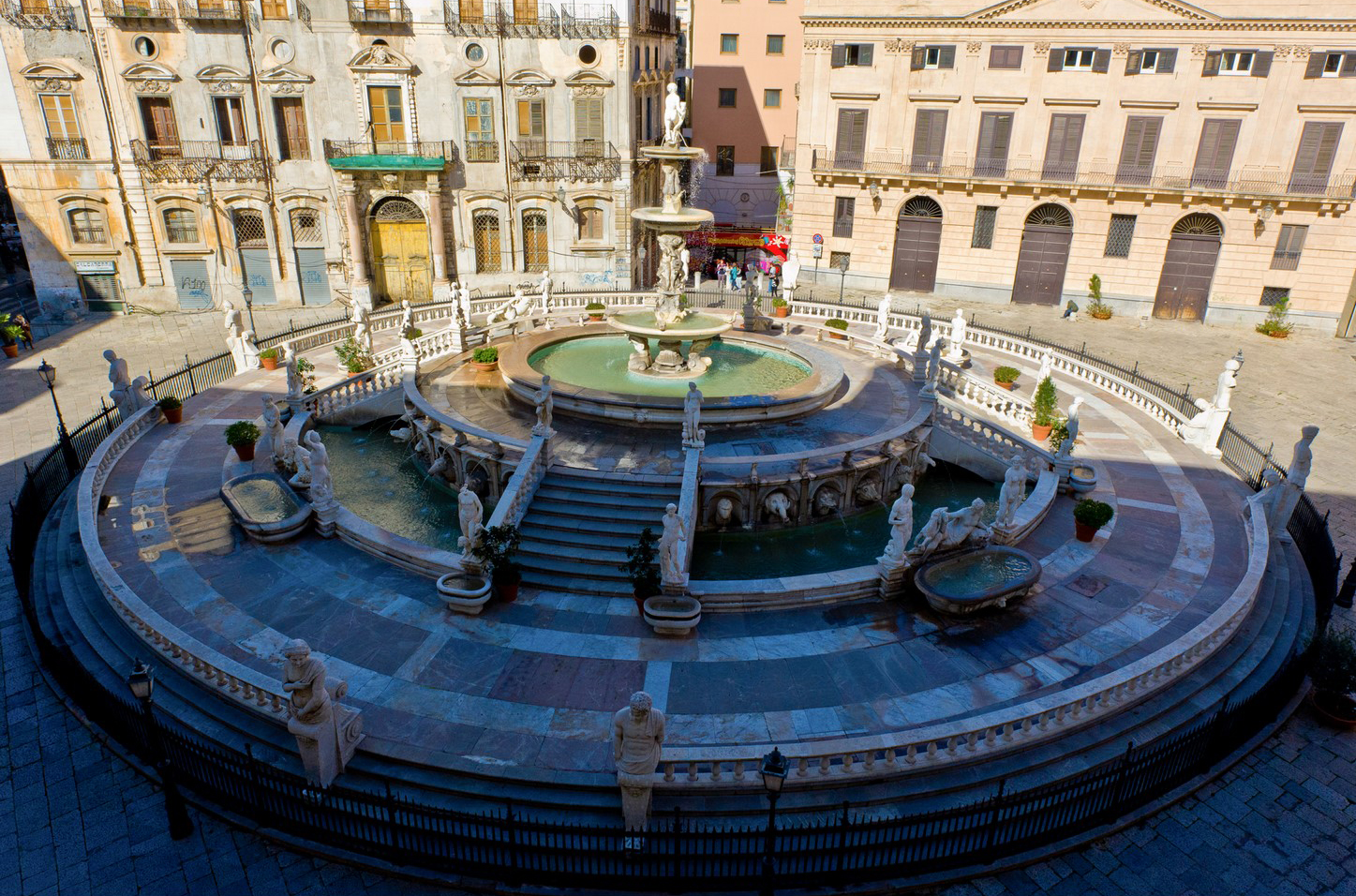
Piazza Pretoria et Municipio.

Camillo Camillani est né à Florence avant 1574. Il est le fils du sculpteur Francesco Camilliani. En 1574, avec Michelangelo Naccherino il dirige le déménagement, de Florence à Palerme, de la Fontana Pretoria conçue par son père.
En juillet 1583, le vice-roi Marcantonio Colonna l'appelle en Sicile pour concevoir un système de fortifications côtières pour éviter que l'île ne soit attaquée par l'Empire ottoman et les pirates barbaresques. Camillani passe en revue les fortifications existantes et en 1584, il publie ses conclusions dans le rapport Descrittione delle marine di tutto il regno di Sicilia con le guardie necessarie da cavallo e da piedi che vi si tengono.
Il a conçu des  tours de guet construites sur des sites stratégiques le long de la côte, de manière à pouvoir communiquer entre elles et avertir les villes de toute approche ennemi. Les tours ont une base carrée à deux étages et étaient armées de pièces d'artillerie sur le sommet.
Camillani a également conçu des fontaines, des statues et des monuments funéraires pour divers mécènes et églises.
Camillo Camilliani est mort à Palerme en 1603.

## Œuvres

### Fortifications
- Forteresse del Tocco, Acireale
- Torre di Manfria, Gela
- Tours de Vendicari, Cap Passero et Punta delle Formiche dans la province de Syracuse.
- Palazzo Baronale, Spadafora
- Castello di Roccavaldina
- Torre del Lauro, Caronia
- Torre di Fuori, près d' Isola delle Femmine
- Torre di San Giovanni, Torre di Roccazzo et Torre di Scopello à San Vito Lo Capo et Castellammare del Golfo
- Reconstruction du Castello di Milazzo
- Torre Salsa, Siculiana[4]
- Torre di Carlo V, Porto Empedocle
- Torre di Monterosso, Realmonte
- Torre Sant'Angelo, Licata

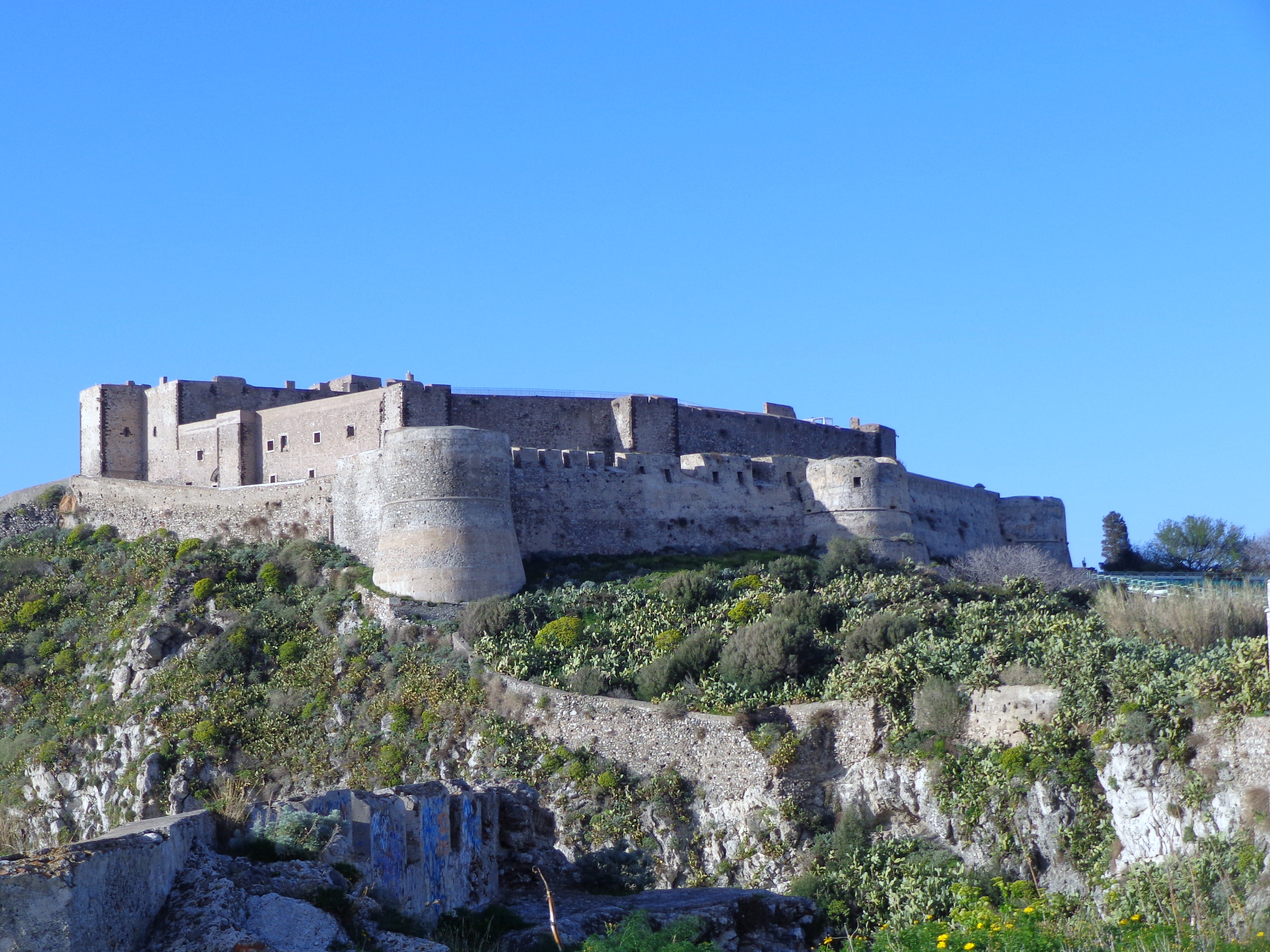
Château de Milazzo.
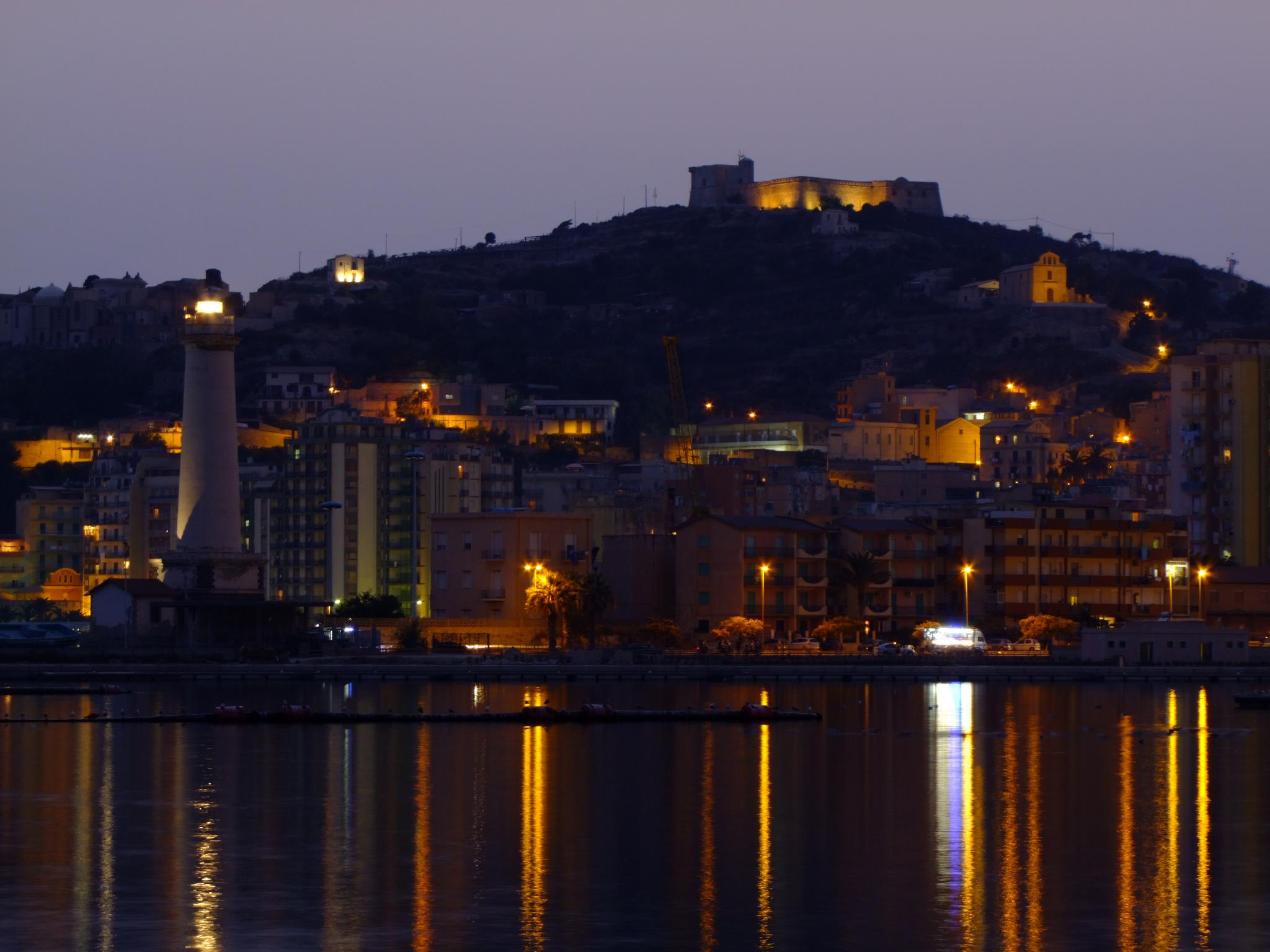
Château Sant' Angelo Licata.
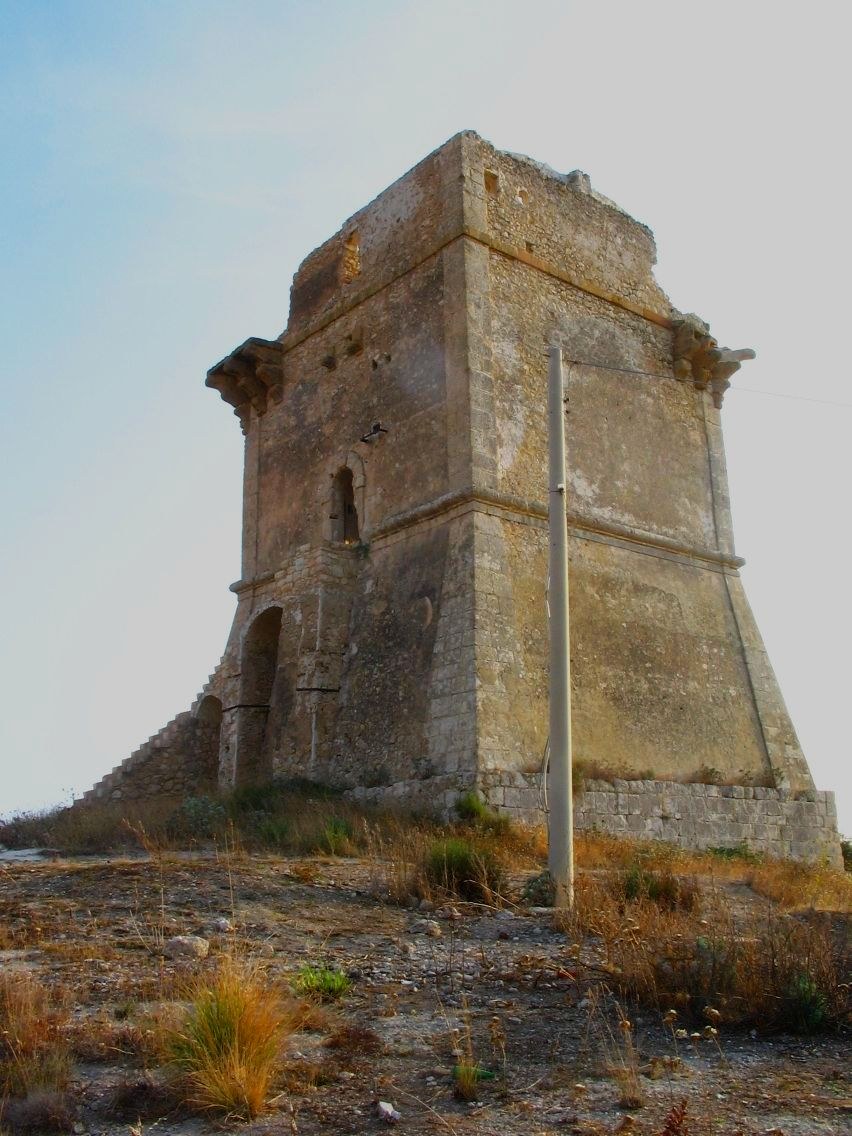
Tour de Manfria (Gela).
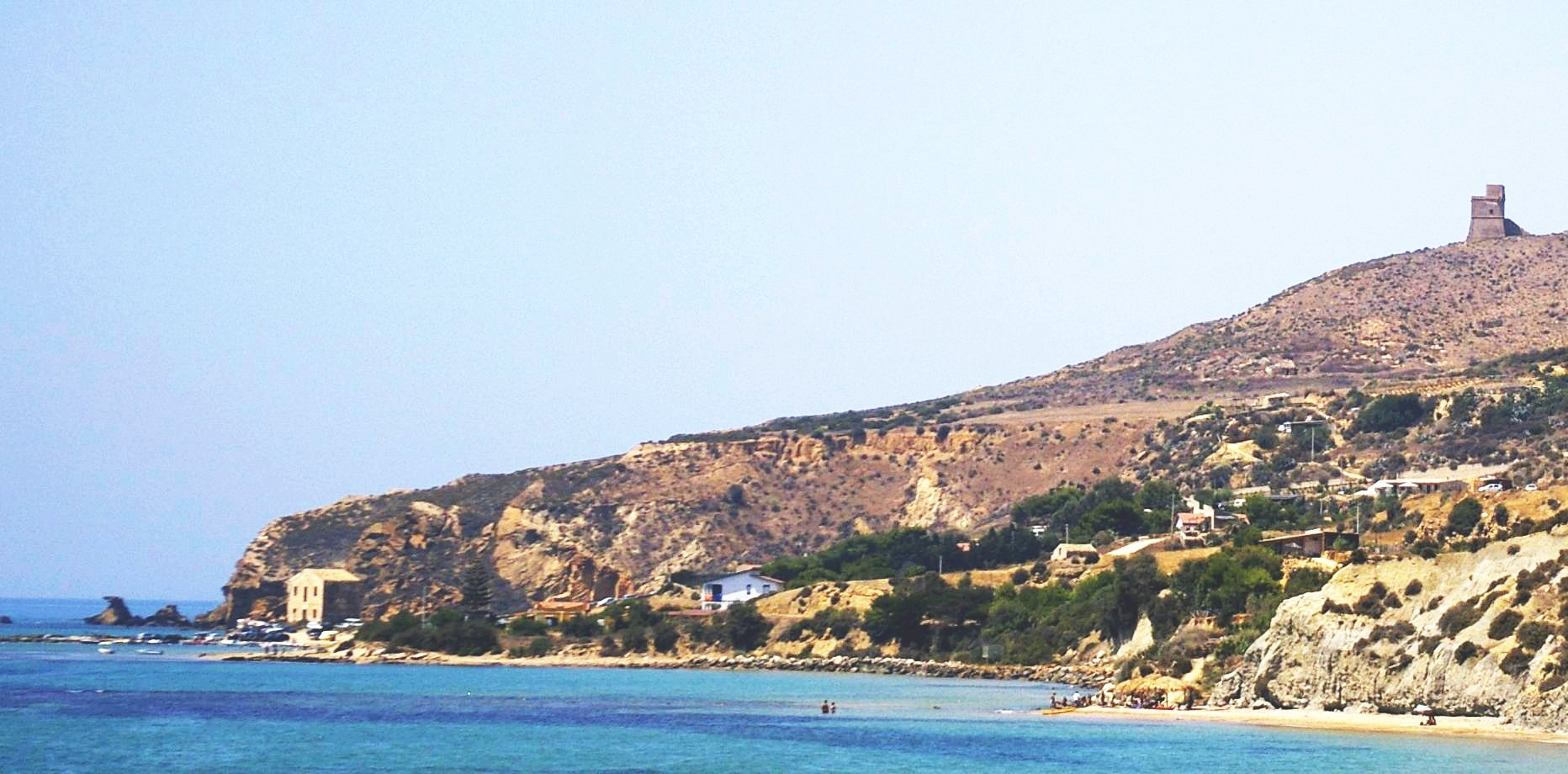
Tour de Monterosso près de Realmonte.
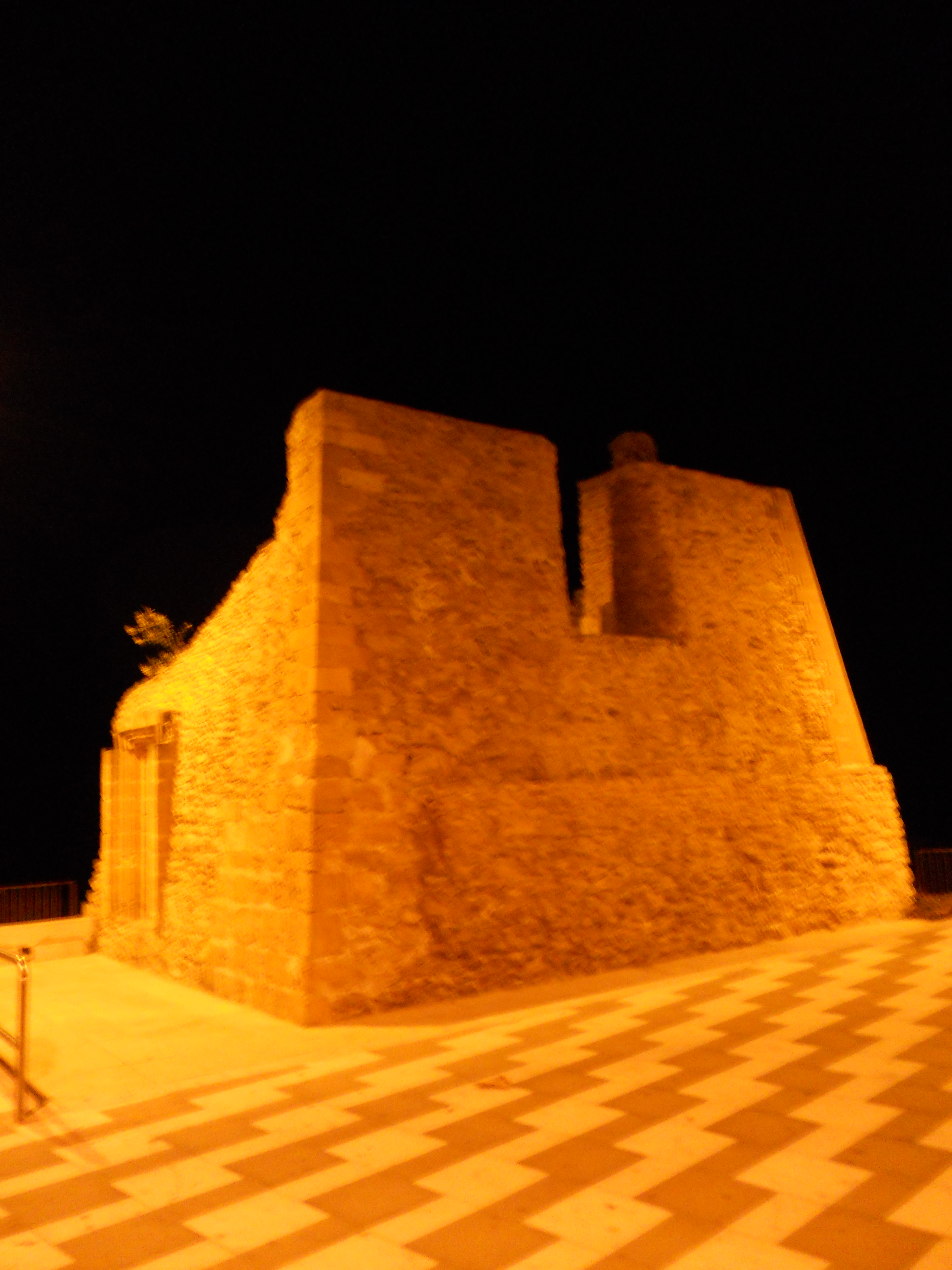
Tour de Tre Fontane (Campobello di Mazara).

### Autres travaux
- Façade de l'église Saint-Jean de Malte à Messine
- Fontana della Flora à Villa Vittorio Emanuele, Caltagirone
- Cathédrale de Milazzo
- Cathédrale de Catane
- Glauco pour le Palais Royal de Palerme
- Sculptures pour l'église de Roccavaldina

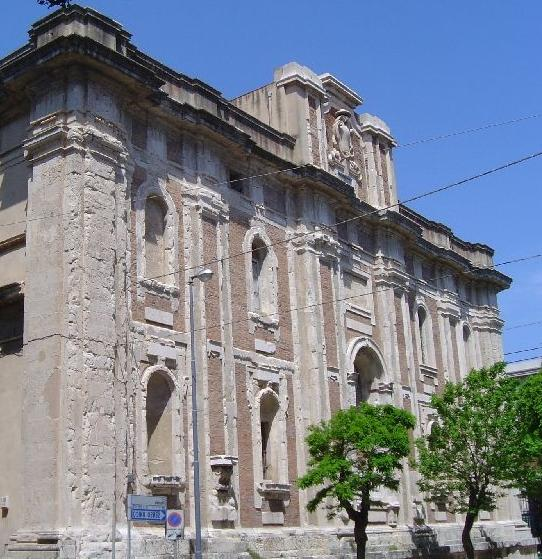
Église de San Giovanni di Malta (Messine).
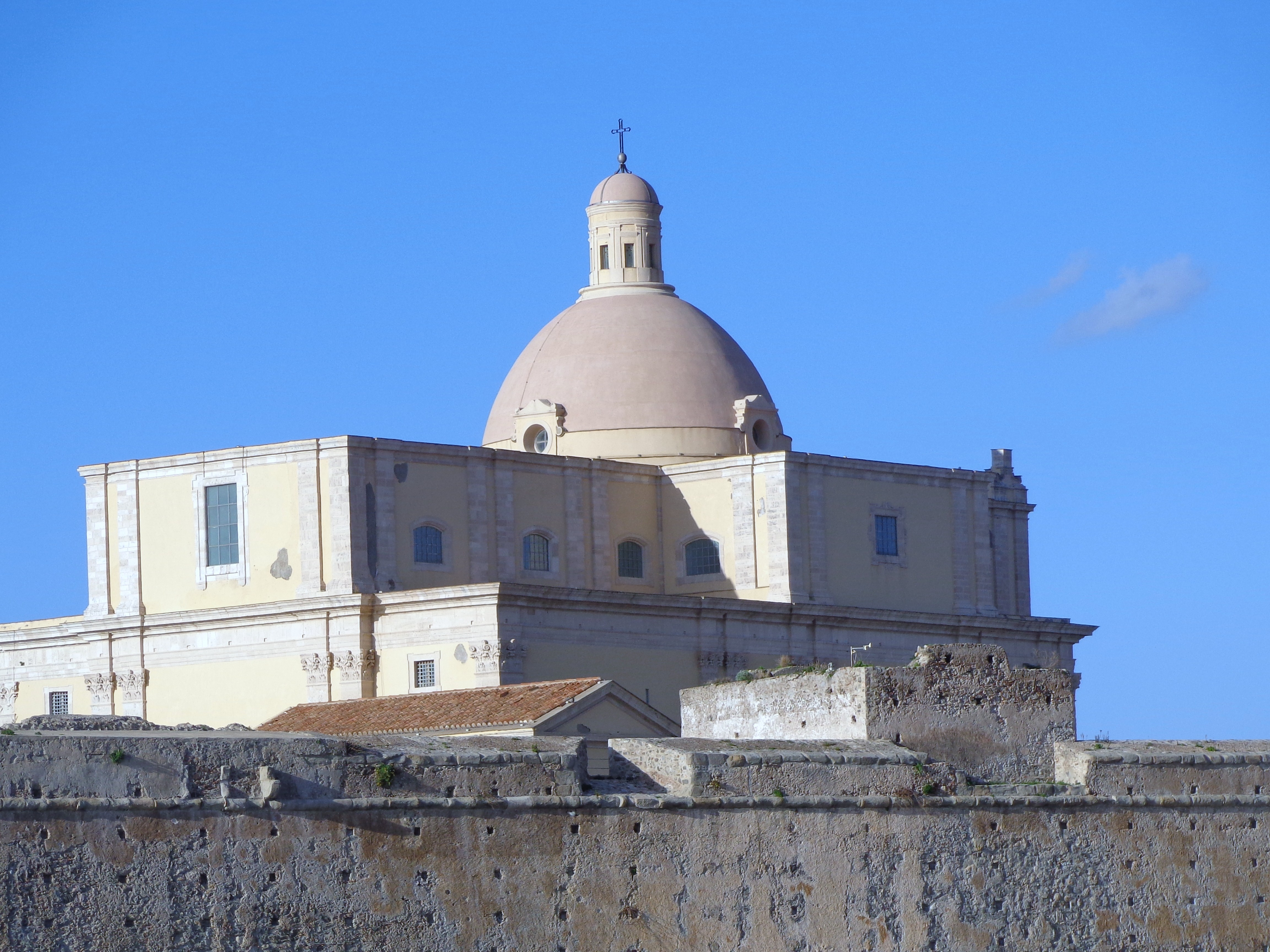
Ancienne cathédrale Santo Stefano Protomartire (Milazzo).
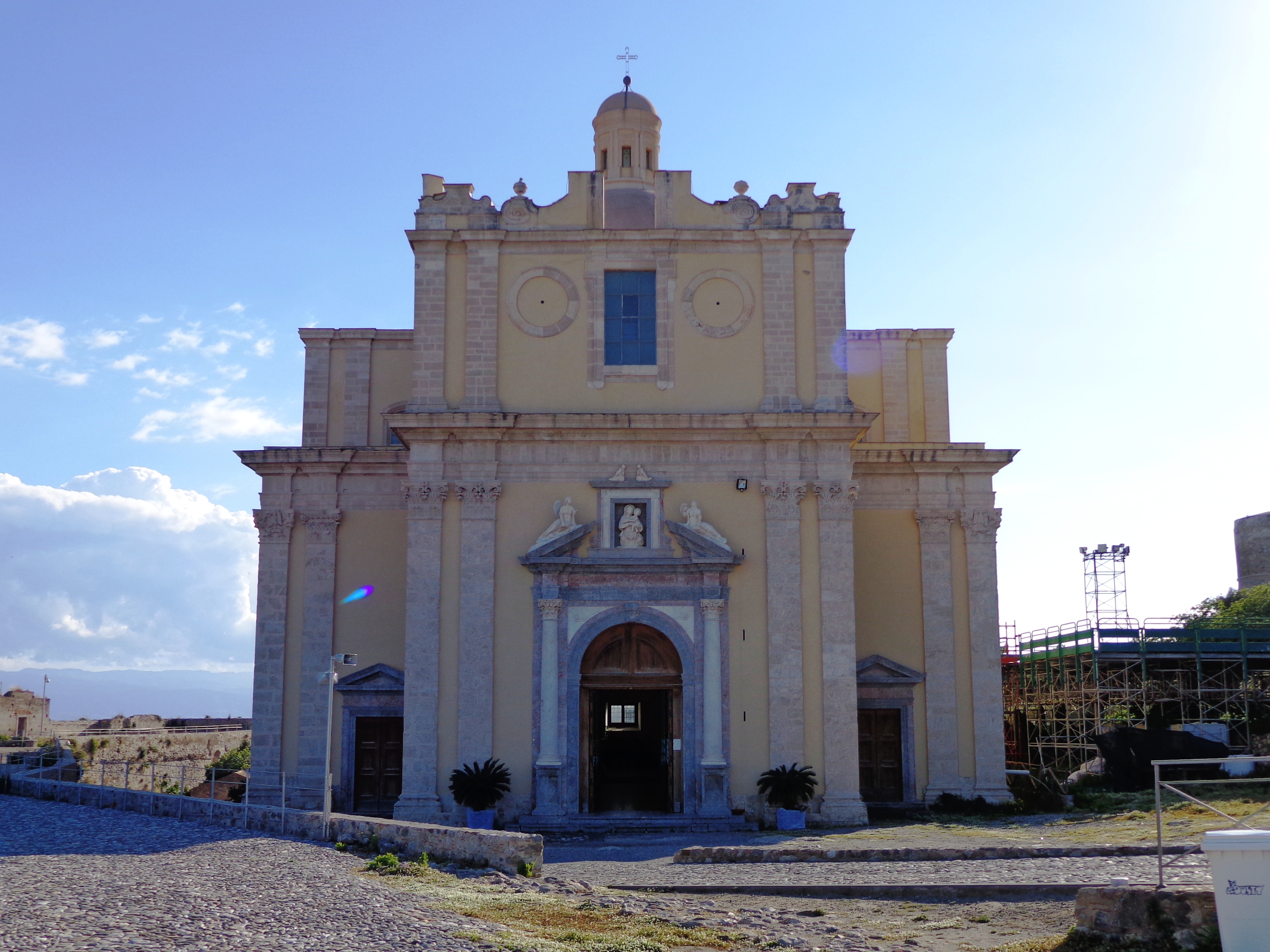
Ancienne cathédrale Santo Stefano Protomartire, façade (Milazzo).
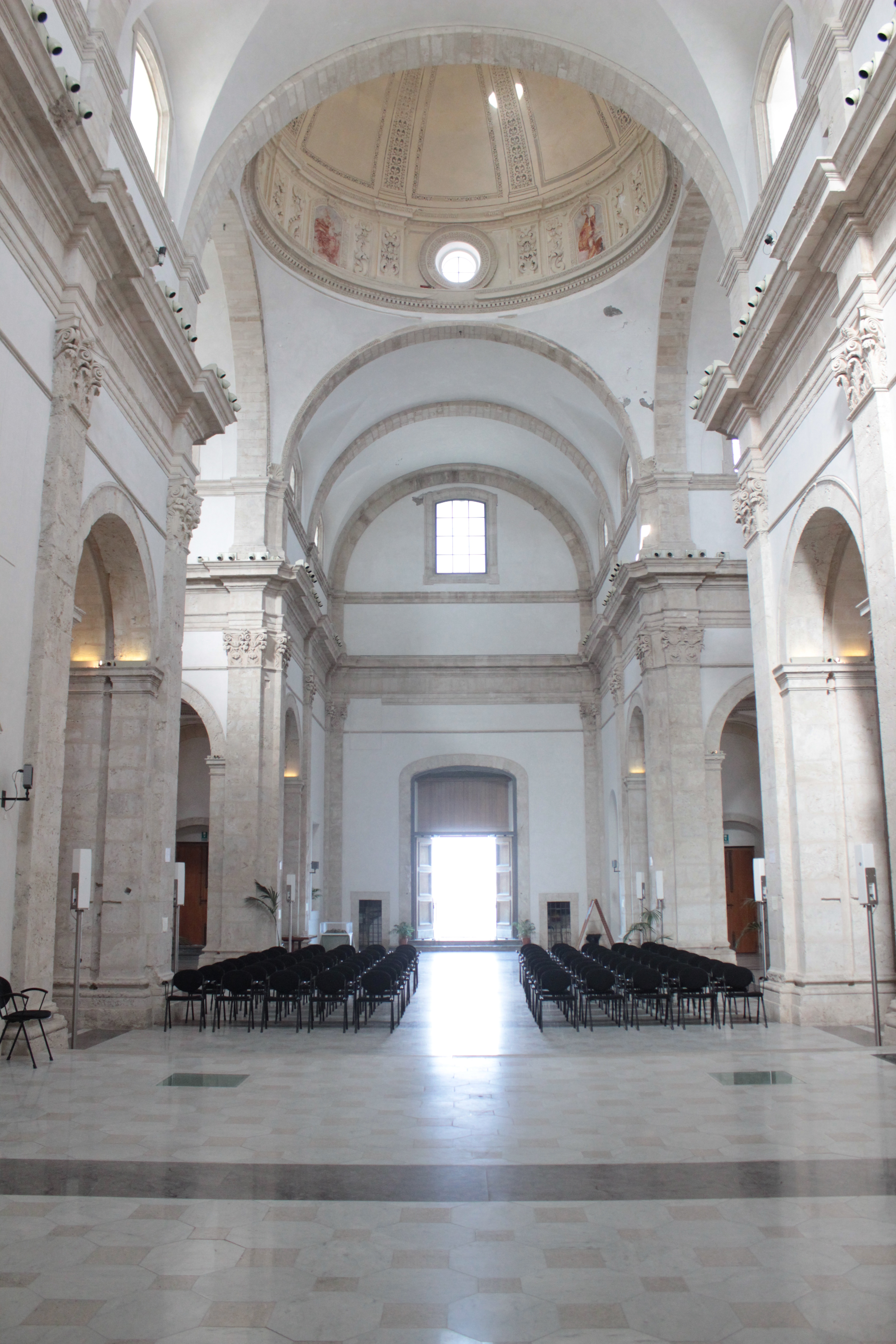
Ancienne cathédrale Santo Stefano Protomartire, intérieur (Milazzo).
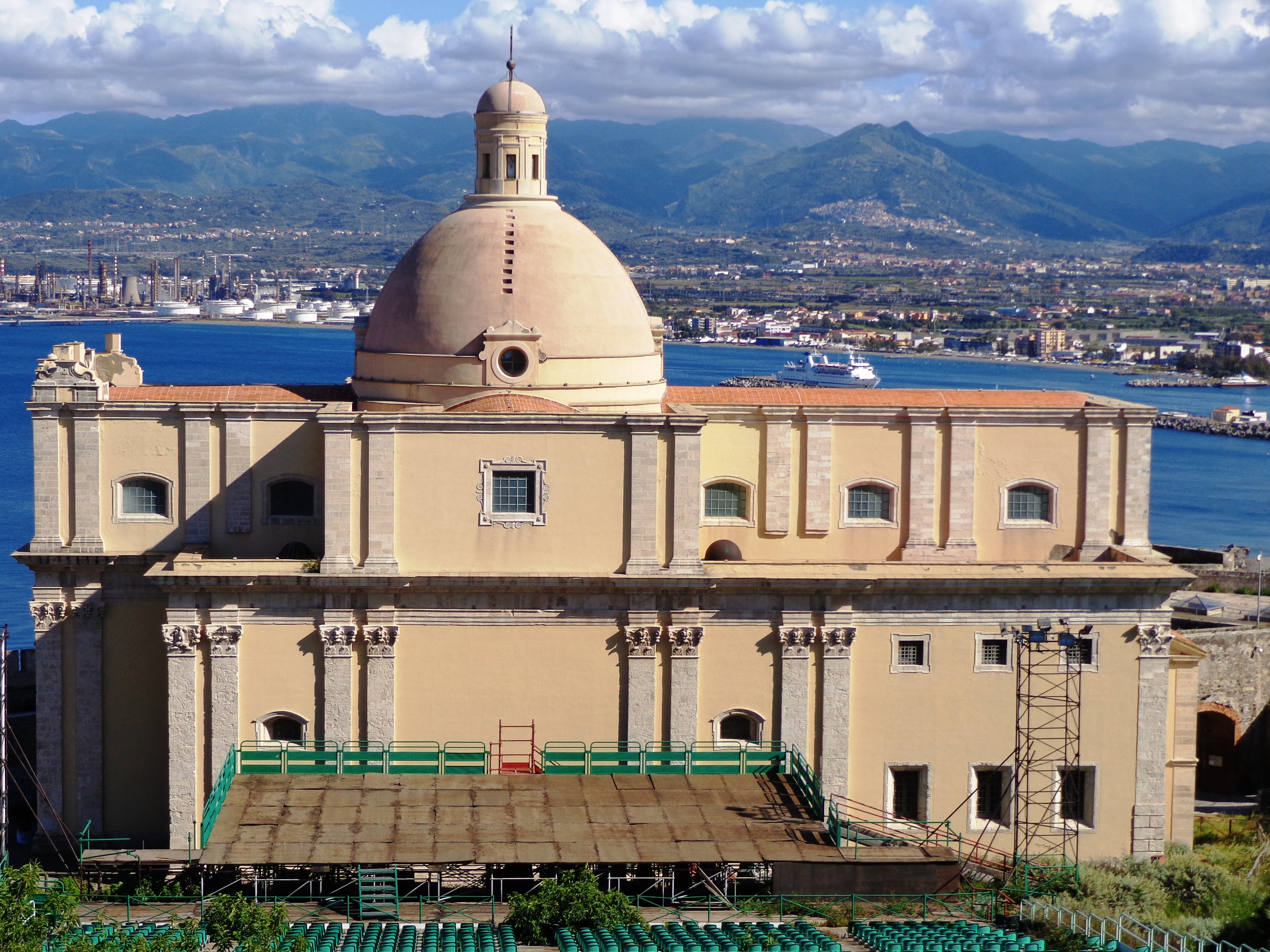
Ancienne cathédrale Santo Stefano Protomartire, côté ouest (Milazzo).